# Catharine Trotter Cockburn
Catharine Trotter Cockburn, angleška, pisateljica, dramatičarka, filozofinja, * 16. avgust 1679, London, Anglija, † 11. maj 1749, Longhorsley, Anglija.
Njen filozofski prispevek v veliki meri temelji na njenih polemičnih delih v obrambi Johna Locka in Samuela Clarka. Medtem ko je v teh delih prikazana vrsta interesov, je njena glavna skrb braniti moralno epistemologijo, ki združuje elemente Lockove epistemologije s Clarkovo moralno teorijo. Cockburnina literarna dela, v katerih ženske prevladujejo v akciji, in njeno osebno življenje zagotavljajo bogato tematiko feministične kritike. 

## Življenje
Catharine je bila rojena v Londonu 16. avgusta leta 1679, škotskim staršem, ki so bili protestanti. Kot otrok se je sama naučila pisati, sama se je učila francoščino, latinsko slovnico in logiko. Poleg tega pa se je posvetila tudi pisanju iger. Njena prva novela, ki se je sprva imenovala The adventures of a young woman, nato pa Olinda’s Adventures, je anonimno izšla leta 1693, ko je bila stara le 14 let. Dve leti kasneje je bila odigrana njena igra Agnes de Castro. Njena druga igra, The Fatal Friendship, pa ni bila le odigrana, temveč tudi natisnjena. Zelo jo je spodbujal in vodil pisatelj iger William Congreve. Medtem ko si je Catharine Trotter vzpostavljala svoj ugled kot dramatičarka, je tudi študirala Lockovo delo Esej o človeškem razumu (An Essay Concerning Human Understanding). Njeno prvo filozofsko delo se je imenovalo The  Defence of Mr. Lock’s Essay of Human Understanding, ki je bilo objavljeno leta 1702. Leta 1708 se je poročila s pridigarjem Patrickom Cockburnom. Vse do leta 1726 je pisala, nato pa je začela z novo filozofsko razpravo. Njena družina je finančno trpela dokler ni bil leta 1726 dobil službe v Kapeli Sv. Pavla v Aberdeenu.

## Filozofski pristop
V njenih delih je najbolj poudarjena njena moralna teorija. Največ se je ukvarjala z obvladovanjem pomanjkljivosti in prednosti nekaterih vprašanj ter teorije tistega časa. Poudarek je dala na tri pomembne seve moralnosti 18. stoletja: moralni racionalizem (imenovan tudi etični racionalizem), moralna teorija čustev (tudi sentimentalizem, je teorija epistemologije in meta-etike v povezavi z odkrivanjem moralnih resnic), ter teorija  moralne pripravljenosti.
Za Catharine je bil moralni občutek pomemben dejavnik pri moralnih sodbah, vendar je vztrajala pri svoji podrejenosti razumevanju, kot vodniku pri moralni presoji.
Svoje pristope in filozofska razmišljanja je razvijala skozi svoje dela, preko njih pa je prav tako zagovarjala različne pristope drugih. Nekaj njenih najpomembnejših filozofskih del je:
The defence of Mr. Locke's essay of human understanding. V njem odgovori Burnetu na mnoge probleme v povezavi z Lockovim pomanjkanjem empirizma, ki vključuje ne le znanje o morali, temveč tudi o znanju, ki ga imamo o verodostojnosti Boga in nesmrtnosti človeške duše. 
Remarks upon some Writers. V delu odgovarja na kritike Clarkove moralne teorije pripravljenosti. Posveti se filozofskim vprašanjem, kot so neskončnost vesolja, narava in obstajanje duha. 
Remarks upon the principles and reasonings of Dr. Rutherforth's essay. To je njeno tretje filozofsko delo, v katerem odgovarja Dr. Thomasu Rutherforthu, ki je kritiziral Clarkovo teorijo moralne pripravljenosti.

## Dela
1695. Agnes de Castro 
1698. Fatal Friendship
1700. Love at a Loss, or, Most Votes Carry It
1701.The Unhappy Penitent
1702. A Defence of Mr. Lock’s [sic.] Essay of Human Understanding
1706. The Revolution of Sweden
1705. A poem on his Grace the Duke of Marlborough’s return from his German expedition
1707. A Discourse concerning a Guide in Controversies, in Two Letters
1726 - The Honorable Deceivers
1726. A Letter to Dr. Holdsworth, Occasioned by His Sermon Preached before the University of Oxford
1747. Remarks Upon the Principles and Reasonings of Dr. Rutherforth's Essay on the Nature and Obligations of Virtue
1751.The Works of Mrs. Catharine Cockburn, Theological, Moral, Dramatic, and Poetic

## Vir
Catharine Trotter Cockburn. [citirano 23. 11. 2017]. Dostopno na naslovu: https://   plato.stanford.edu/entries/cockburn/. 
Knjižnji virov v slovenskem jeziku zaenkrat še ni. Tudi na spletu so viri le v angleščini.